# Belorecsenszki járás

A Belorecsenszki járás a Krasznodari határterületen

A Belorecsenszki járás (oroszul Белореченский муниципальный район) Oroszország egyik járása a Krasznodari határterületen. Székhelye Belorecsenszk.

## Népesség
- 1989-ben 37 626 lakosa volt.
- 2002-ben 43 542 lakosa volt, melyből 33 117 orosz (76,1%), 2 753 török (6,3%), 2 475 örmény (5,7%), 807 ukrán, 668 azeri, 384 grúz, 320 görög, 209 fehérorosz, 155 cigány, 135 hemsil, 124 tatár, 114 német, 93 adige.
- 2010-ben 45 149 lakosa volt.

A török lakosság százalékos aránya Psehszkaja településen eléri a 12,4%-ot, a grúzoké pedig a 4,1%-ot. Az örmény lakosság Velikovecsnoje településen képezi a járási összességnél magasabb százalékos arányszámot (7,5%).